# Wesmaelius ravus
Wesmaelius ravus is een insect uit de familie van de bruine gaasvliegen (Hemerobiidae), die tot de orde netvleugeligen (Neuroptera) behoort. 
Wesmaelius ravus is voor het eerst wetenschappelijk beschreven door Withycombe in 1923.